# Brittiska ostindiska kompaniet
För andra betydelser, se Ostindiska kompaniet.
Brittiska ostindiska kompaniet (engelska: Honourable East India Company, Hedervärda ostindiska kompaniet), även The John Company, kallades det brittiska handelskompani som under 1600-talet till 1800-talet hade ett brittiskt handelsmonopol, som utvidgades till överherravälde, i vad som blev Brittiska Indien. Innan Indien blev en direktstyrd brittisk koloni 1858 hade det Ostindiska kompaniet en egen armé och en egen flotta. Det ostindiska kompaniet bildades år 1600 genom en oktroj utfärdad av Elisabet I av England. Kompaniet upphörde slutgiltigt år 1874.

## Historia
Ostindiska kompaniet grundades genom ett kungligt brev från drottning Elizabeth I av England den 31 december 1600 under namnet Governor and company of merchants of London trading into the Indies. Härigenom fick det nyligen grundade handelskompaniet monopol på all brittisk handel med Ostindien, vilket då avsåg betydande delar av Asien. Det bestod ursprungligen av ett 100-tal köpmän i London och adliga andelstecknare bildad korporation för konkurrens mot de kapitalstarka holländska redarna, som då lyckats skapa sig monopol på handeln med "Kryddöarna". Kompaniet styrdes av en guvernör och en kommitté på 24 delägare. Den första expeditionen seglade ända till Japan.
De första skeppen fraktade järn, tenn, bly, tyger, glas, knivar och dylikt. Färden gick bra och vinsten uppgick till 95 procent. Andra resor följde och genomsnittsvinsten steg till 171 procent. Upprepade gånger ökades kompaniets kapital; år 1618 hade kompaniet redan 954 aktieägare och över 36 fartyg till sitt förfogande. År 1620 uppgick exporten till nästan 265 000 pund sterling och importen till över 1 255 000. Konkurrerande sällskap uppstod, men uppgick på regeringens tillskyndan i huvudkompaniet.
Ostindiska kompaniets varv i Deptford inriktat på tunga skepp, East Indiamen hade stor betydelse för skapandet av den engelska handelsflottan. Genom Nederländska Ostindiska Kompaniets expansion under början av 1600-talet tvingades det Engelska Ostindiska kompaniet att lämna handeln på Ostindiska övärlden och fjärran östern åt den vida kapitalstarkare konkurrenten.
Kompaniets guvernörer var det engelska handelskapitalets främsta representanter och två av dem, Thomas Mun och Josiah Child, var 1600-talets mest inflytelserika ekonomiska författare. Då Karl I av England förgäves försökt bli delägare, lät han 1635 organisera ett konkurrenskompani, det så kallade Courtens kompani. Detta kompani nedslogs definitivt vid revolutionen 1649. Vid restaurationen tilltvingade sig kompaniet vidsträckat juridiska och militära befogenheter, 1686 fick det rättighet att värva egen militär och slå egna mynt. Dess handelsverksamhet nådde vid denna tid sin höjdpunkt i takt med att det nederländska kompaniet förlorade betydelse.
Den första handelsstationen som Ostindiska kompaniet grundade var vid  Machlipatanam 1611, följt av Surat 1612. De för framtiden viktiga utposterna i Madras och Calcutta grundades 1641 respektive 1699. Med tiden fick britterna övertaget mot Portugal, som kommit till Indien redan 100 år tidigare. Sin största framgång nådde man 1717, när stormogulen befriade Ostindiska kompaniet från att betala tull för sin handel till och från Bengalen.
Under 1700-talet blev dess inflytande i Indien allt starkare. Ostindiska kompaniets befälhavare Robert Clive besegrade år 1757, under sjuårskriget, den franskallierade nawaben av Bengalen i slaget vid Plassey. Den militära segern i Plassey var det första viktiga steget i Ostindiska kompaniets övergång från handelskompani till kolonialmakt. Man mötte både politiska och militära motgångar i Indien, och det lokala missnöjet steg till följd av den kommersiella rovdriften på naturresurser såväl som lokalbefolkningen. Med en ny lag, Regulating Act of 1773, beslöt därför Storbritannien att ställa kompaniet under strängare politisk kontroll från moderlandet. Den följdes 1784 av Regulating Act of 1784 där kompaniet ställdes under statlig kontroll genom ett särskilt ministerium, Board of Controll. Det värsta slaget kom kanske år 1813, när bolaget förlorade sitt brittiska handelsmonopol i Indien, 1833 förlorade man även sitt handelsmonopol på Kina.
Under det närmaste halvseklet arbetade Ostindiska kompaniet med att undanröja konkurrenter om den indiska handeln, och rivaler i den indiska storpolitiken. Bland de som besegrades militärt fanns Marathahärskarna och sultanen av Mysore. "The doctrine of lapse", skapad av lord Dalhousie blev ett viktigt instrument i kompaniets maktsträvanden. Denna regel gick ut på att om en indisk härskare avled utan tronarvinge så blev dennes rike med automatik direktstyrt brittiskt område. Ostindiska kompaniets europeiseringspolitik ledde år 1857 till Sepoyupproret, där Bengaliska armén, som huvudsakligen rekryterades bland de högre kasten, vände sina vapen mot britterna. Upproret ledde till att Storbritannien året efter avskaffade Ostindiska kompaniets alla politiska och administrativa privilegier i Indien, och landet blev som Brittiska Indien direkt underställt den brittiska kronan.

## Kompaniet

Engelska ostindiska kompaniets vapen under 1700-talet

Det ursprungliga kompaniet, The Governor and Company of Merchants of London Trading into the East Indies, genomförde 1702 en fusion med The English Company Trading to the East Indies, varefter dess officiella namn var The United Company of Merchants of England Trading to the East Indies.
Med huvudkontor på Leadenhall Street i London genomförde kompaniet transaktioner över hela världen, inte bara i Asien.
Förutom verksamheten i Indien grundades Hongkong och Singapore av Ostindiska Kompaniet. Napoleon I hölls fången av bolaget på S:t Helena. Det var Ostindiska Kompaniets last av te som vräktes ner i vattnet i Bostons hamn vid Tebjudningen i Boston, vilket blev inledningen till den amerikanska revolutionen. Eventuellt kan också den flagga bolaget förde ha inspirerat de amerikanska revolutionärerna i deras val av flagga för USA. Ostindiska Kompaniets export av opium från Indien till Kina ledde till två krig mellan det sistnämnda landet och Storbritannien.

## Organisation

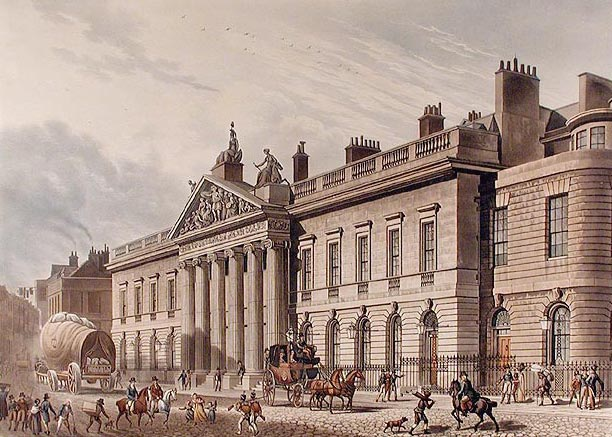
Kompaniets huvudkontor i London 1817.

### London
Administrationen i London kallades Home Department. Högsta organ var sedan 1784 det av parlamentet tillsatta Board of Commissioners for the Affairs of India vanligen kallad Board of Control. Det bestod av ett antal ministrar och parlamentsledamöter och hade en politiskt tillsatt stab av tjänstemän. Parallellt med den politiska kontrollstyrelsen fanns det en av aktieägarna tillsatt direktion i London: Court of Directors. Under direktionen lydde kompaniets egen centralförvaltning, Home Establishment.

### Indien
I Indien var kompaniets politiska administration uppdelad i tre regioner, presidentskap (engelska: Presidencies), med styrelserna baserade i Calcutta, Bombay och Madras.
- Bengal Establishment, Calcutta.
- Fort St. George/Madras Establishment, Madras.
- Bombay Establishment, Bombay.

Varje presidentskap styrdes av en guvernör och en styrelse, men guvernören i Bengalen var tillika generalguvernör över alla det Ostindiska kompaniets besittningar i Indien och den bengaliska styrelsen var tillika överstyrelse (Supreme Council) för hela Indien.

### Armé
Ostindiska kompaniets armé bestod egentligen av tre arméer, Bengaliska armén, Bombayarmén och Madrasarmén. Inom Bengaliska armén utgjorde trupperna i Punjab en särskild kår (Punjab Irregular Force) och Madrasarmén hade en särskild kontingent i Hyderabad (Hyderabad Contingent).  Varje armé hade sin egen överbefälhavare, men Bengaliska arméns överbefälhavare betraktades som överbefälhavare för kompaniets samlade armé och gemensamma reglementen och instruktioner utfärdades av kompaniets ledning i London och Calcutta.

## Rang

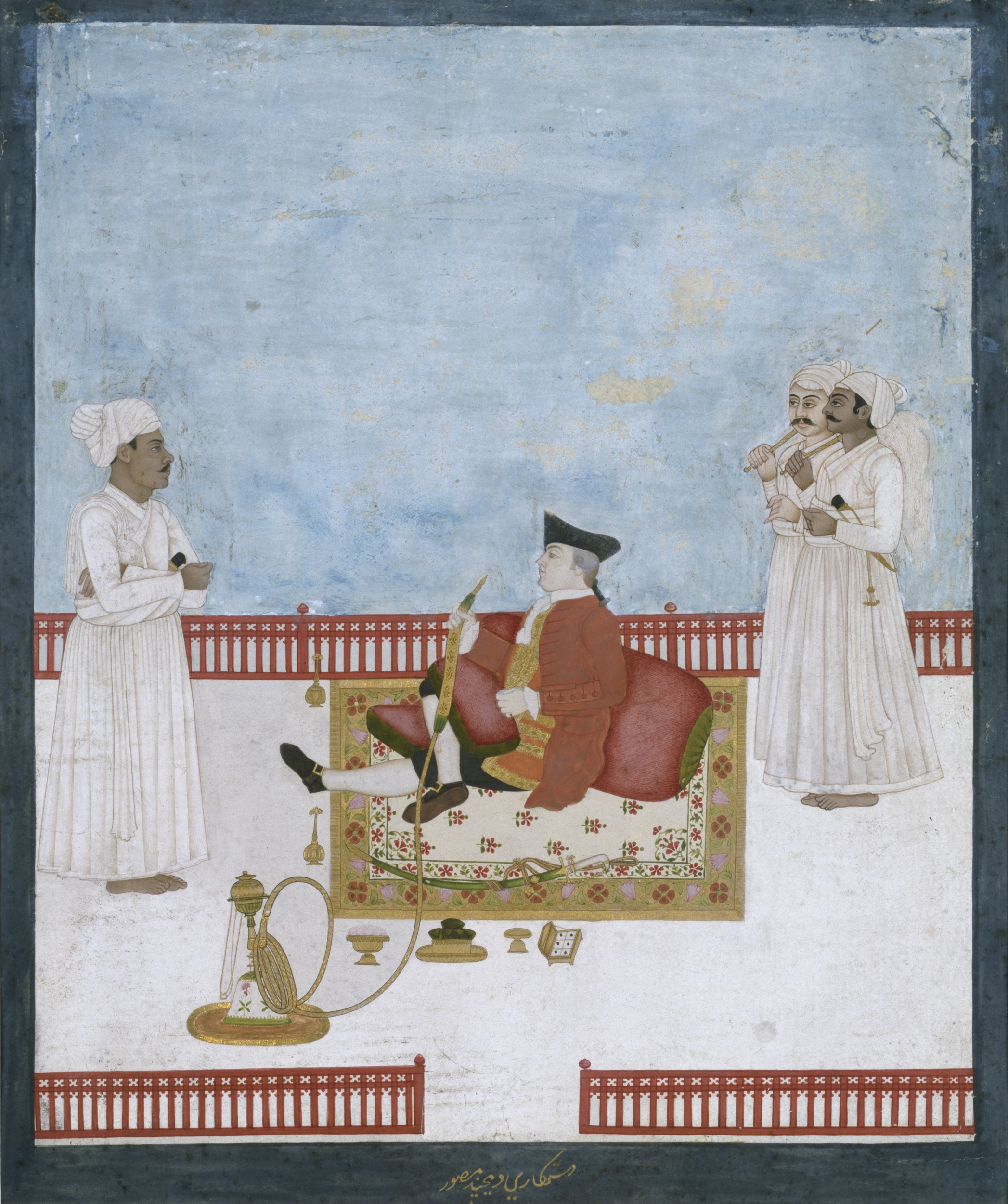
Tjänsteman vid Ostindiska kompaniet i Indien cirka 1760.

| Tjänst          | Rang som        |
| --------------- | --------------- |
| Senior Merchant | Överstelöjtnant |
| Junior Merchant | Major           |
| Factor          | Kapten          |
| Writer          | Subaltern       |

- Källa:[8]

## Viktiga årtal
- 18 februari. 1665 Portugal avstår Bombay till Storbritannien.
- 1690         Ostindiska Kompaniet grundar Calcutta.
- 12 augusti. 1765 Ostindiska Kompaniet tar över den politiska makten i Bengalen.
- 20 oktober. 1774 Alla Ostindiska Kompaniets kolonier i Indien samlas i en förvaltning.
- 29 mars. 1858 Den siste stormogulen avsätts.
- 2 augusti. 1858      Genom beslut i brittiska parlamentet upprättas Brittiska Indien